# سيرجيو ألفاريز دياث
سيرجيو ألفاريز دياث (بالإسبانية: Sergio Álvarez Díaz) (مواليد 23 يناير 1992 في أفيليس، أستورياس) هو لاعب كرة قدم إسباني، يلعب لسبورتينغ خيخون في مركز خط الوسط.

## وصلات خارجية
- سيرجيو ألفاريز دياث على موقع قاعدة بيانات كرة القدم.إي يو (الإنجليزية)
- سيرجيو ألفاريز دياث على موقع Soccerbase.com (لاعب) (الإنجليزية)
- سيرجيو ألفاريز دياث على موقع Soccerway.com (الإنجليزية)
- سيرجيو ألفاريز دياث على موقع عالم كرة القدم.نت (الإنجليزية)
- سيرجيو ألفاريز دياث على موقع AS.com (الإسبانية)

- Sporting Gijón official profile (بالإسبانية)
- BDFutbol profile
- Futbolme profile (بالإسبانية)
- Transfermarkt profile